# Bassanne
Bassanne – miejscowość i gmina we Francji, w regionie Nowa Akwitania, w departamencie Żyronda.
Według danych na rok 1990 gminę zamieszkiwały 92 osoby, a gęstość zaludnienia wynosiła 36 osób/km² (wśród 2290 gmin Akwitanii Bassanne plasuje się na 1084. miejscu pod względem liczby ludności, natomiast pod względem powierzchni na miejscu 1549.).